# إن بي سي سيستيم
إن بي سي سيستيم (بالفرنسية: NPC SYSTEM)‏ هي شركة فرنسية تعمل على تطوير وتوريد أنظمة تتبع الأقمار الصناعية. يقع مقرها في غرونوبل وتأسست عام 2019، ويقودها مؤسسها جاي فيرارو.

## التاريخ
في عشرينيات القرن العشرين، كانت شركة نيريت-بيلير-بيكارد-بيكتيت (إن بي بي بي) (Neyret-Beylier-Piccard-Pictet (NBPP)) تمتلك مختبراً بحثياً رائداً في استخدام النماذج المصغرة للأنظمة الهيدروليكية. خلال ثلاثينيات القرن العشرين، تم إنشاء شركة إن بي بي بي-نيربيك (NBPP-NEYRPIC) لضمان تطوير معدات الاختبار الهيدروليكي.
وفي عام 1948، اعتمدت شركة نيريت-بيلير-بيكارد-بيكتيت اسم نيربيك (NEYRPIC) من خِلال الجمع بين الأسماء الأربعة. وبعد 7 سنوات، في عام 1955، أصبح مختبر الهيدروليكا (LDH) كياناً مستقلاً، ويحمل اسم SOGREAH.
في الستينيات، بناءً على طلب الشركة العامة للكهرباء، قررت نيربيك الدخول في مجال هوائيات الأقمار الصناعية. نجح مهندسو التصميم الميكانيكي وخبراء مقاومة المواد في إنشاء هوائيات قوية ذات قطر كبير. وفي عام 1969، بدأت الشركة أيضاً في تصميم أنظمة التتبع للتحكم في هوائياتها، وكانت أول أنظمة تتبع الأقمار الصناعية تسمى AGAPS (نظام التتبع لتعقب الأقمار الصناعية).
في نفس العقد، طلبت شركة كهرباء فرنسا (EDF) من نيربيك تطوير أول نظام للتحكم في مولدات الديزل لمحطات الطاقة في DOM-TOM (غوادلوب، وغويانا الفرنسية، ولا ريونيون، ومارتينيك، وكورسيكا).
في عام 1967، اندمجت نيربيك مع مساهمها الأكبر، ألستوم، التي واصلت تعزيز نجاح نيربيك من خلال تحسين وتصنيع وتوزيع منتجاتها في ثلاثة أسواق متخصصة: تتبع الأقمار الصناعية ومحطات الطاقة الحرارية وأنظمة التحكم في السفن.
في نوفمبر 2015، أكملت جنرال إلكتريك (GE) عملية الاستحواذ على أعمال الكهرباء والشبكات التابعة لشركة ألستوم، والتي تشمل وحدة أعمال STM الموجودة في موقعها للطاقة الكهرومائية في غرونوبل. في يوليو 2017، كشفت جنرال إلكتريك عن خطة إعادة هيكلة تؤثر على قطاع الطاقة الكهرومائية وتؤثر على الوحدة التجارية لشركة STM.
قرر جاي فيرارو وثلاثة مهندسين آخرين، جميعهم من موظفي شركة جنرال إلكتريك، تقديم عرض شراء لوحدة أعمال STM. في يوليو 2018، قبلت شركة جنرال إلكتريك عرض الشراء الإداري، وبالتالي تم إنشاء نظام إن بي سي (NPC). تم الانتهاء من عملية النقل في 24 يناير 2019.
في يونيو 2019، افتتحت شركة إن بي سي سيستيم (NPC SYSTEM) مكتباً في بانكوك بتايلاند لإدارة عملياتها في منطقة آسيا والمحيط الهادئ.
في عام 2021، انضم نظام إن بي سي إلى النظام البيئي inovallée.

## الأنشطة
الطاقة الحرارية: يوفر نظام إن بي سي سيستيم أنظمة تنظيم الديزل المثبتة في محطات الطاقة الحرارية EDF لضمان توليد الكهرباء.
البحرية: تقوم الشركة بتصميم أنظمة التحكم بالبخار المثبتة على سفن البحرية الفرنسية.
الأقمار الصناعية: نظام إن بي سي نشط أيضاً في مجال تتبع الأقمار الصناعية. تتيح التقنية التي طورتها الشركة إمكانية توجيه هوائيات الأقمار الصناعية بدقة نحو القمر الصناعي أثناء الإرسال.

## المنتجات
NEYRPIC® DTR500: وحدة تتبع رقمية بالكامل تُستخدم كجهاز استقبال منارة لتتبع الخطوات وتتبع الأقمار الصناعية أحادية النبض.
NEYRPIC® ACU550: وحدة تحكم هوائي قائمة على المعالجات الدقيقة لنظام إن بي سي لتتبع الأقمار الصناعية الثابتة بالنسبة إلى الأرض والمدار الأرضي المنخفض.
NEYRPIC® 5100: نظام كامل لتتبع الأقمار الصناعية بما في ذلك وحدة التحكم، وجهاز استقبال التتبع، والخزانة الكهربائية، والمحركات، وأجهزة استشعار الموضع، ومفاتيح الحد.
NEYRPIC® ACU350/550 ADAPTOR: حامل تكيف 3U يدمج وحدة التحكم ACU550 الجديدة الخاصة بنظام إن بي سي، والتي تم تطويرها لتحل محل وحدة التحكم ACU350 من الجيل القديم بسهولة.
NEYRPIC® ACS450T: نظام مدمج لتتبع الأقمار الصناعية مصمم لهوائيات النطاق L إلى Ka القابلة للنقل ولتتبع الأقمار الصناعية المستقرة بالنسبة إلى الأرض في مدار مستقر أو مائل.

## العملاء البارزون
تقوم شركة إن بي سي سيستيم بتجهيز ما يقرب من 900 هوائي في 70 دولة (بما في ذلك فرنسا وإسبانيا وإيطاليا والنرويج وتونس والإمارات العربية المتحدة) ومن بين عملائها:
- يوتلسات
- عربسات
- ياه سات
- تيلينور
- تاليس إلينيا سبيس
- إيرباص للدفاع والفضاء

## الجوائز والأوسمة
في عام 2023، فاز جاي فيرارو، مؤسس ورئيس إن بي سي سيستيم، بجائزتين من جوائز Business Worldwide CEO: "الرئيس التنفيذي الأكثر ابتكاراً في صناعة الأقمار الصناعية" و"الرئيس التنفيذي للعلوم/التكنولوجيا لهذا العام - فرنسا".

## الرعاية والعمل الخيري
في يوليو 2019، أصبحت إن بي سي سيستيم راعياً لمركز الفضاء بجامعة غرينوبل. وقد سمحت هذه الشراكة للشركة باستعادة البيانات (صور الشفق القطبي) من الأقمار الصناعية النانوية التي طورتها CSUG.